# Максимова (Шадрінський район)
Макси́мова (рос. Максимова) — присілок у складі Шадрінського району Курганської області, Росія. Входить до складу Краснозвєздинської сільської ради.
Населення — 66 осіб (2010, 58 у 2002).
Національний склад станом на 2002 рік: росіяни — 95 %.